# Theodore Dunham, Jr.
Pour les articles homonymes, voir Dunham (homonymie).
Theodore Dunham, Jr. (né le 17 décembre 1897 et mort le 3 avril 1984) est un astronome et physicien américain.

## Biographie
Il est né à New York, le premier né de Theodore Dunham, un chirurgien et de Josephine Balestier. Il fréquente l'école privé de Saint-Bernard ainsi que l'école Browning, toutes les deux à New York. Il poursuit alors ses études à l'université de Harvard en chimie d'où il gradue summa cum laude (mention honorifique) en 1921 avec un baccalauréat en art. Il obtient par la suite un doctorat à l'université Cornell en 1925. Il étudie par la suite à l'université de Princeton, où il obtient une maîtrise ès lettre en 1926 et un doctorat en philosophie en 1927. Il épouse Miriam Phillips Thompshon en 1926, et auront deux enfants,. 
Il joint l'équipe de l'observatoire du Mont Wilson en 1928, et y reste jusqu'en 1947. En 1932, il découvre, avec Walter S. Adams, que l'atmosphère de Vénus contient du dioxyde de carbone sous haute pression. Deux ans plus tard en 1934, toujours avec Adams, ils découvrent que l'atmosphère de Mars contient une atmosphère tenue, moins de 1 % à celle de la Terre. En 1936, il devient directeur scientifique de la Fondation de recherche en astrophysique, il y sera toute sa vie. Durant la Seconde Guerre mondiale, il sert au bureau de la recherche et du développement scientifique, où il devient responsable de la section des instruments optiques.
Dès 1946, il réalise des recherches médicales dans l'application des méthodes physiques. Il est à l'école médicale de Harvard jusqu'en 1948, en tant que chirurgien à l'université de Rochester. Entre 1948 et 1957, il développe des outils qui pourraient être utilisés pour l'analyse spectrophotométrique des emplacements au sein d'une cellule biologique. Il joint la faculté de l'université nationale australienne en 1957. Il acquiert le poste de chercheur senior à l'université de Tasmanie en 1965, avant de revenir aux États-Unis en 1970, où il rejoint l'observatoire du collège Harvard.
Il meurt chez lui à Chocorua, dans le New Hampshire. En son honneur, la fondation de recherche astrophysique offre un don annuel en son nom pour la recherche en astronomie.